# Điều trị
Điều trị (tiếng Anh: Therapy, Treatment, viết tắt là tx, Tx, hoặc Tx) là cố gắng khắc phục một vấn đề sức khỏe, thường là sau khi chẩn đoán. Trong lĩnh vực y tế, nó thường đồng nghĩa với liệu pháp hay phép chữa bệnh (cũng viết tắt là tx hoặc Tx). Trong số các nhà tâm lý học và những chuyên viên về sức khỏe tinh thần, bao gồm nhà tâm thần học, y tá tâm thần, cố vấn và nhân viên xã hội lâm sàng, thuật ngữ này thường đề cập cụ thể đến liệu pháp tâm lý (đôi khi gọi là 'liệu pháp nói chuyện'). Từ tiếng Anh therapy xuất phát từ tiếng Latin của từ therapīa trong tiếng Hi Lạp, nghĩa gốc là 'chữa trị' hoặc 'chữa bệnh'.